# Désignation des sources de rayons X
Avec le développement des observations dans le domaine des rayons X en astronomie, un nombre croissant de sources de rayons X a pu être détecté. Ce nombre est aujourd'hui (2007) très élevé, mais aux débuts de l'astronomie des rayons X, il était significativement plus faible. Historiquement, ces sources de rayons X ont été dénommées du nom de la constellation à laquelle elles appartenaient, suivi de la lettre majuscule X, d'un tiret, et de leur numéro de découverte. Selon les cas, le nom entier latin de la constellation est indiqué, ou son abréviation de trois lettres (Cyg X-1 ou Cygnus X-1, par exemple). Une désignation similaire est appliquée aux objets localisés de façon certaine dans d'autres galaxies, notamment les deux Nuages de Magellan. Ce type de désignation a en particulier été utilisé à l'époque du premier satellite d'observation des rayons X, Uhuru.
Parmi les sources de rayons X historiques les plus connues, on trouve :
- Centaurus X-1, un rémanent de supernova, associé à la supernova historique SN 185 ;
- Centaurus X-3, le premier pulsar X, appartenant à un système binaire et accrétant de la matière issue de son compagnon, appelé étoile de Krzeminski ;
- Cygnus X-1, le premier candidat trou noir stellaire, et encore le plus sérieux à ce jour ;
- Cygnus X-3, un microquasar ;
- Herculis X-1, un autre pulsar X du même type que Cen X-3 ;
- Sagittarius X-4, le système binaire à la plus courte période orbitale connue (moins de 12 minutes) ;
- Scorpius X-1, source présentant des oscillations quasi périodiques ;
- Taurus X-1 pour le rémanent de supernova de la supernova historique SN 1054, (la Nébuleuse du Crabe).

Les sources astronomiques de rayons X étant presque exclusivement détectées par des satellites, dont la résolution est longtemps restée imprécise, elles sont en général repérées par un symbole dénotant le nom du satellite, suivi des coordonnées (parfois approximatives) de la source.
On trouve ainsi les dénominations suivantes :
- 2A HHMM+DD ou 2A HHMM+DDd, puis 3A HHMM+DDd : sources détectées par le satellite Ariel V (105 puis 251 en tout), repérées par leur position en ascension droite (heures et minutes) et déclinaison (degré et dixièmes de degré)
- 1ES HHMM+DD.dA : sources détectées par le satellite Einstein (ou HEAO-2), au nombre de 821 ; les positions sont exprimées en heure et minutes d'ascension droite et degré et dixièmes de degré en déclinaison ;
- 2E NNNN ou 2E HHMM.m+DDMM pour la seconde mouture des données du satellite Einstein, recensant 9612 sources, repérées par leur numéro ou leurs coordonnées en heure, minute et dixième de minutes en ascension droite et degré et minutes en déclinaison ;
- 1H HHMM+DDd : sources détectées par le satellite HEAO-1 (251 en tout), repérées par leur position en ascension droite (heures et minutes) et déclinaison (degré et dixièmes de degré) ;
- H HHMM+DDd : sources détectées par un autre instrument du satellite HEAO-1 (174 en tout), repérées par leur position en ascension droite (heures et minutes) et déclinaison (degré et dixièmes de degré) ;
- INTEGRAL1 NNN, pour les premières sources (123 en tout) détectées par le satellite INTEGRAL en 2004 ;
- MXB HHMM+DD ou MXB HHMM+DDd pour un catalogue de sources de type sursauteur X, réalisé initialement en 1981 par Walter H. G. Lewin et Paul C. Joss , l'acronyme MXB correspondant à Massachusetts university X-ray Bursters ;
- 1RXS JHHMMSS.s+DDMMSS pour le premier relevé effectué par le satellite Rosat (plus de 120 000 objets) ; les positions sont données en heure, minute, seconde et dixième de seconde en ascension droite et degré, minute, seconde en déclinaison, le J signifiant que l'époque correspond à J2000.0 ;
- RX JHHMM.m+DDMM, JHHMMSS+DDMMm or RX JHHMMSS.s+DDMMS pour des sources observées par Rosat, le format déterminant la précision de localisation de la source ;
- 2U HHMM+DD, 3U HHMM+DD, et 4U HHMM+DD ou 4U HHMM+DDd pour les sources détectées par le satellite Uhuru en 1972 (125, puis 161, et finalement 339 pour les trois relevés), avec des positions exprimées en heure et minute d'ascension droite et degré de déclinaison, sauf pour la dernière mouture, où les dixièmes de degré de déclinaison sont connus.